# Санта-Рита-ди-Жакутинга
Санта-Рита-ди-Жакутинга (порт. Santa Rita de Jacutinga) — муниципалитет в Бразилии, входит в штат Минас-Жерайс. Составная часть мезорегиона Зона-да-Мата. Входит в экономико-статистический микрорегион Жуис-ди-Фора. Население составляет 5289 человек на 2006 год. Занимает площадь 437,555 км². Плотность населения — 12,1 чел./км².

## История
Город основан 14 сентября 1891 года.

## Статистика
- Валовой внутренний продукт на 2003 год составляет 22 884 453,00 реалов (данные: Бразильский институт географии и статистики).
- Валовой внутренний продукт на душу населения на 2003 год составляет 4353,97 реалов (данные: Бразильский институт географии и статистики).
- Индекс развития человеческого потенциала на 2000 год составляет 0,736 (данные: Программа развития ООН).